# Абоди, Андреа
Андреа Абоди (итал. Andrea Abodi; род. 7 марта 1960, Рим) — итальянский предприниматель, функционер и политик. Министр без портфеля по делам спорта и молодёжи (с 2022).

## Биография
Родился 7 марта 1960 года в Риме, окончил Свободный международный университет общественных наук (LUISS) имени Гвидо Карли по специальности «экономика и торговля», с 1994 года работал спортивным менеджером.
Стал основателем и исполнительным вице-президентом одного из крупнейших агентств спортивного маркетинга Media Partners Group, занимал должность президента нескольких итальянских компаний (Arcea Spa, Medialazio srl и Astral Spa). Был директором по маркетингу итальянского филиала группы McCormack, занимающейся организацией торжеств, с 2002 по 2008 год входил в совет директоров Coni Servizi spa, в 2009 году занимался организацией кубка мира по бейсболу в Пескаре. С 2010 по февраль 2017 года являлся президентом Национальной профессиональной футбольной лиги серии B, которая организовывает футбольный чемпионат серии B.
22 октября 2022 года при формировании правительства Мелони назначен министром без портфеля и получил в своё ведение проблемы спорта и молодёжи. В январе 2025 года открывал XXXII зимнюю Универсиаду.